# 陳雍 (明朝)
陳雍（1451年—1542年），字希冉，號簡菴，浙江餘姚人，明朝政治人物，進士出身。

## 生平
成化十九年（1483年）癸卯浙江乡试第十名举人，二十年（1484年）联捷甲辰科二甲九十二名進士，弘治時官工部主事，升刑部员外郎，九年升湖广按察司佥事。丁憂，服闋，十六年十月復除江西佥事，又改山西佥事，正德四年（1509年）四月升山西右参议，五年三月升山西副使，七年六月升廣東按察使，八年十二月入觐，升河南右布政使，十年五月升贵州左布政使，十一年八月升都察院右副都御史、撫治鄖陽等處，十三年五月升工部右侍郎、兼都察院左僉都御史，採辦大木，十六年十一月採木事竣，命添注本部管事，嘉靖四年（1525年）四月升南京工部尚書，六月以給事中蔡經、黃臣論劾乞休，許給驛還鄉。二十一年十二月卒，年九十二。著有《简庵文集》、《诗集》各四卷，《三省经营集》二卷。

## 家族
出身餘姚眉山陳氏。曾祖父陳安善。祖父陳信。父陳颐，封工部主事，赠工部右侍郎兼都察院左佥都御史。母胡氏，封淑人。子陳文蜚（陈文篚），號守愚；孙陈孟庄（1497年-1574年），初號眉峰，晚更號两谿散人、陈孟恺（蔭贡生，南京詹事府主簿）、陈孟熙（官生，官府同知）、陈孟阳。曾孫陈三省。玄孫陳治本、陳治則。